# 羌年
羌年是中国四川省羌族的传统节日，为每年农历的十月初一。2008年，被羌年列为中华人民共和国国家级非物质文化遗产。2009年，羌年被列入急需保护的非物质文化遗产名录，后于2024年转列入人类非物质文化遗产代表作。
羌族民众在羌年着盛装，杀羊祭神，跳皮鼓舞和萨朗舞，唱歌，喝酒，释比（神父）吟唱羌族史诗。